# Campionati mondiali di nuoto 1998 - 25 km in acque libere maschile
La gara di 25 km in acque libere maschile  dei Campionati mondiali di nuoto 1998 è stata disputata l'11 gennaio 1998, nell'oceano antistante Perth. Vi hanno preso parte 31 atleti.

## Risultati
| Pos. | Atleta                 | Nazionalità   | Tempo      |
| ---- | ---------------------- | ------------- | ---------- |
| 1    | Aleksey Akatyev        | Russia        | 5h05'42"1  |
| 2    | David Meca             | Spagna        | 5h07'22"9  |
| 3    | Gabriel Chaillou       | Argentina     | 5h07'52"6  |
| 4    | Claudio Gargaro        | Italia        | 5h09'48"2  |
| 5    | Jurij Kudinov          | Russia        | 5h12'07"3  |
| 6    | Stéphane Lecat         | Francia       | 5h14'15"5  |
| 7    | Grant Robinson         | Australia     | 5h14'40"2  |
| 8    | Fabrizio Pescatori     | Italia        | 5h16'54"6  |
| 9    | Igor Majcen            | Slovenia      | 5h17'09"1  |
| 10   | Nicolas Knap           | Francia       | 5h22'35"1  |
| 11   | Mark Saliba            | Australia     | 5h27'54"1  |
| 12   | Andre Wilde            | Germania      | 5h31'38"5  |
| 13   | Nathan Stooke          | Stati Uniti   | 5h32'20"8  |
| 14   | Nace Majcen            | Slovenia      | 5h33'52"8  |
| 15   | Liam Weseloh           | Canada        | 5h34'53"3  |
| 16   | Simon Chocron          | Venezuela     | 5h38'43"3  |
| 17   | Chuck Wiley            | Stati Uniti   | 5h42'32"4  |
| 18   | Paulo Torres           | Brasile       | 5h45'04"7  |
| 19   | Alberto Morejon        | Cuba          | 5h46'10"8  |
| 20   | Ryan Coom              | Nuova Zelanda | 5h'48'03"2 |
| 21   | Serghei Mariniuc       | Moldavia      | 5h52'28"7  |
| 22   | Trpimir Kutle          | Croazia       | 5h54'18"1  |
| 23   | Robert Dinka           | Slovacchia    | 5h57'26"2  |
| 24   | Gareth Fowler          | Sudafrica     | 6h05'11"0  |
| 25   | Takashi Sugisawa       | Giappone      | 6h12'37"8  |
| 26   | Ákos Győrffy           | Ungheria      | 6h25'55"4  |
| -    | Manuel Colmenares      | Venezuela     | DNF        |
| -    | Christof Wandratsch    | Germania      | DNF        |
| -    | György Pál             | Ungheria      | DNF        |
| -    | Seif Al-Deen El-Hassan | Sudan         | DNF        |
| -    | Yasir Abdalmag Osman   | Sudan         | DNF        |